# Hipatija
Hipatija (starogrško Υπατία: Ipatía), grška filozofinja in matematičarka, * 370, Aleksandrija, Egipt, † marec 415, Aleksandrija.

## Življenje in delo
Hipatija je izhajala iz aleksandrijske novoplatonistične šole. Bila je hči matematika in filozofa Teona. V Aleksandriji je imela tudi politični vpliv in je bila najbrž zato brutalno umorjena. Bila je poganka in ni ji kaj dosti pomagalo, da so bili med njenimi predavanji tudi krščanski škofje. Bila je med zadnjimi člani aleksandrijskega Muzeja (Museion). Znana je bila po svoji lepoti in kreposti ter izbrušenosti. Med njenimi učenci sta bila Sinezij (Synesius) iz Kirene in okoli leta 410 škof Ptolemais, čigar pisma njej še vedno obstajajo. Njena predavanja so bila zelo priljubljena, zato so jo v poznejših časih povzdigovali. 
Aleksandrijski patriarh Teofil I. je na zahtevo vzhodnorimskega cesarja Teodozija I. v mestu leta 391 uničil vse »poganske templje«, med njimi Muzej in prav gotovo tudi Serapej (tempelj in »sestrsko knjižnico« velike aleksandrijske knjižnice). Muzej je bil tempelj muz in je po cesarjevemu odloku spadal med templje, čeprav je bil znanstvena ustanova.
Po nastopu Cirila kot aleksandrijskega patriarha so Hipatijo barbarsko umorili nitrianski duhovniki in fanatična sodrga njegovih krščanskih privržencev menda zaradi njene zaupnosti z mestnim poganskim predstojnikom Orestom (Orestes). Kmalu po njenem umoru je veličina aleksandrijske šole kot središču antične znanosti začela pojemati. 
Prispevala ni veliko, vendar je po enciklopedičnem priročniku Suda (Suidas) iz 10. stoletja napisala dobre interpretacije o mnogih delih zgodnjih učenjakov, na primer o Apolonijevih Koničnih presekih, o Diofantovi Aritmetiki in o Ptolemajevemu Almagestu. Ta dela so izgubljena, vendar naslovi skupaj s pismi Sinezija, ki jo je prosil, naj izdela astrolab in hidroskop, kažejo na to, da se je najbolj posvečala astronomiji in matematiki.
Tudi ne obstaja noben njen čisto filozofski spis. 
Njeno zgodbo je zelo romantično upodobil Charles Kingsley v romanu Hipatija (Hypatia), pripoveduje pa jo tudi ameriški film Agora.

## Priznanja

### Poimenovanja
Po njej se imenuje asteroid 238 Hipatija (238 Hypatia).